# Paul Norris
Compléments
Aquaman
Brick Bradford
Paul Leroy Norris (26 avril, 1914 – 5 novembre, 2007) était un artiste de comics et le cocréateur du super-héros Aquaman de DC Comics et pour avoir été l'artiste du comic strip Brick Bradford de 1952 à 1987.

## Biographie
Avec le scénariste Mort Weisinger, il a créé le personnage Aquaman dans une histoire appelé "The Submarine Strikes" dans More Fun Comics #73.
Il a été dessinateur dans les comics strips de Futureman, Power Nelson, Vic Jordan et Yank and Doodle. Pour DC Comics, il a été dessinateur pour les histoires de l'original Sandman, Tarzan of the Apes, Agent Secret X-9 et Magnus, Robot Fighter. Il a également travaillé sur Jungle Jim.

## Œuvres
- Star-Spangled Comics
- Tom Corbett, Space Cadet
- Captain Compass
- Johnny Quick